# Gilia ophthalmoides
Gilia ophthalmoides là một loài thực vật có hoa trong họ Polemoniaceae. Loài này được Brand mô tả khoa học đầu tiên năm 1907.